# Pożar podziemny

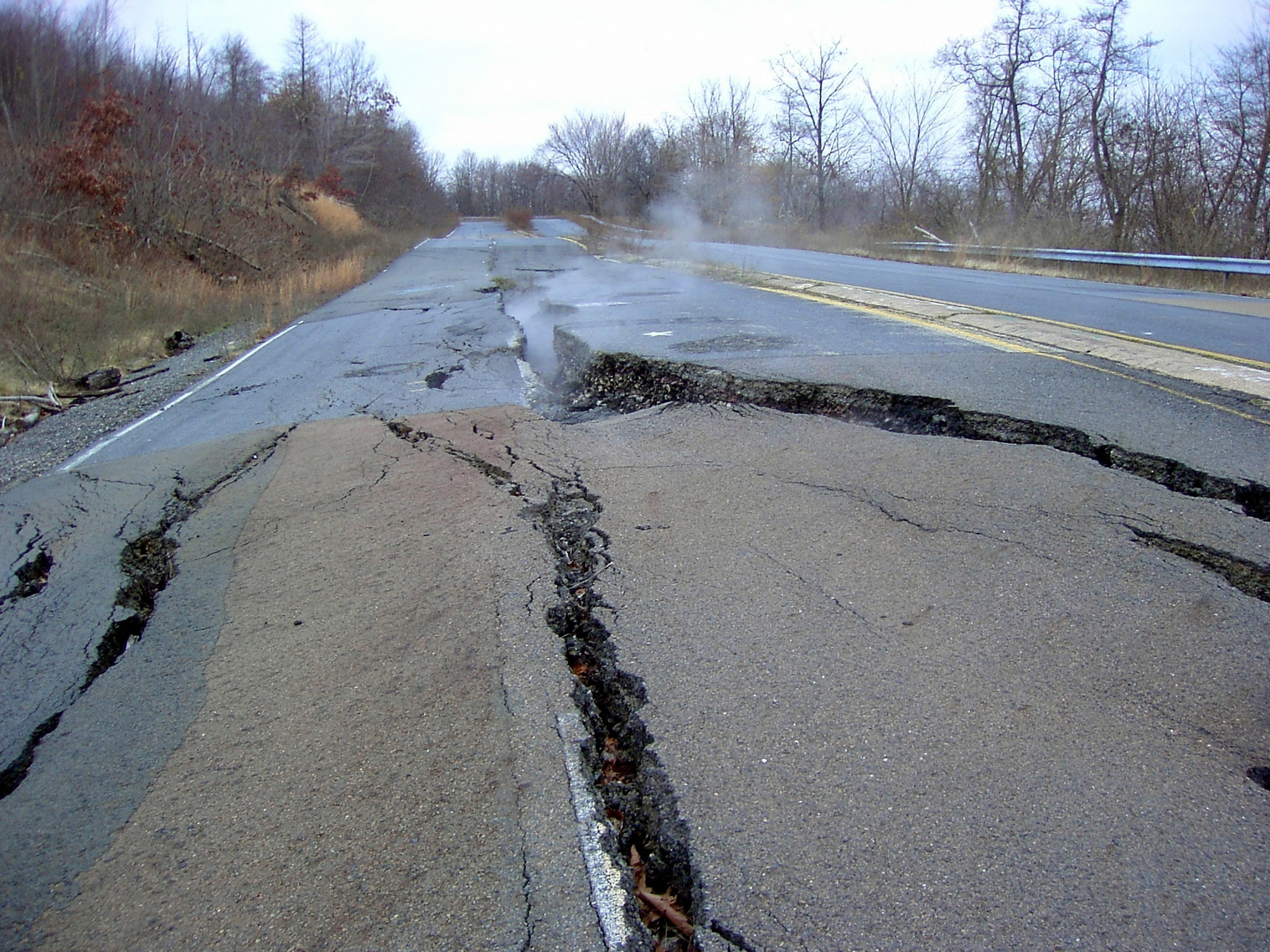
Uszkodzenie jezdni w wyniku podziemnego pożaru pokładów węgla na skutek kontaktu ze spalanymi odpadami, Centralia, Pensylwania, USA

Pożar podziemny – wystąpienie w wyrobisku podziemnym otwartego ognia, żarzącej lub palącej się płomieniem otwartym substancji, a także stwierdzenie w powietrzu kopalnianym dymów lub ilości tlenku węgla w rejonowym prądzie powietrza większej niż 25 dm3/min.
Pożarem podziemnym nie jest utrzymywanie się w powietrzu kopalnianym dymów, tlenku węgla w ilości większej niż 25 dm3/min, powstałych w wyniku:
1. Stosowania dopuszczalnych procesów technologicznych, w szczególności robót strzałowych, prac spawalniczych, pracy maszyn z napędem spalinowym.
2. Wydzielania się tlenku węgla wskutek urabiania.

Podział pożarów podziemnych:
- endogeniczne
- egzogeniczne